# جون آدمسون (سياسي)
جون آدمسون (بالإنجليزية: John Adamson)‏ هو سياسي أسترالي، ولد في 18 فبراير 1857 في المملكة المتحدة، وتوفي في 2 مايو 1922 في أستراليا. حزبياً، نشط في حزب العمال الأسترالي. وقد انتخب عضو المجلس التشريعي ولاية كوينزلاند عن دائرة Electoral district of Rockhampton ‏ (25 فبراير 1911 – 21 مارس 1917) وانتخب عضو المجلس التشريعي ولاية كوينزلاند عن دائرة Electoral district of Maryborough (Queensland) ‏ (18 مايو 1907 – 2 أكتوبر 1909) وانتخب عضو مجلس الشيوخ الأسترالي ‏ عن دائرة كوينزلاند (1 يوليو 1920 – 2 مايو 1922).